# Desmetilase
Desmetilases são enzimas que removem grupos metil (CH3) de ácidos nucleicos, proteínas (especialmente histonas) e outras moléculas. As desmetilases são proteínas epigenéticas importantes, pois regulam a transcrição do genoma ao controlar a metilação de DNA e histonas, influenciando, assim, o estado da cromatina em loci gênicos específicos. 

## Desmetilação de lisina em histonas

Mecanismos de desmetilação de lisina da histona lisina desmetilase 1A (KDM1A) e das histonas lisina desmetilases contendo domínio JmjC (JHDMs). Ambos os mecanismos envolvem a oxidação de um grupo metil (com FAD ou α-cetoglutarato como cofatores), seguida pela eliminação de formaldeído. O mecanismo de KDM1A e KDM1B depende da formação de um intermediário imínio, limitando sua ação a substratos de lisina mono- e dimetilada.

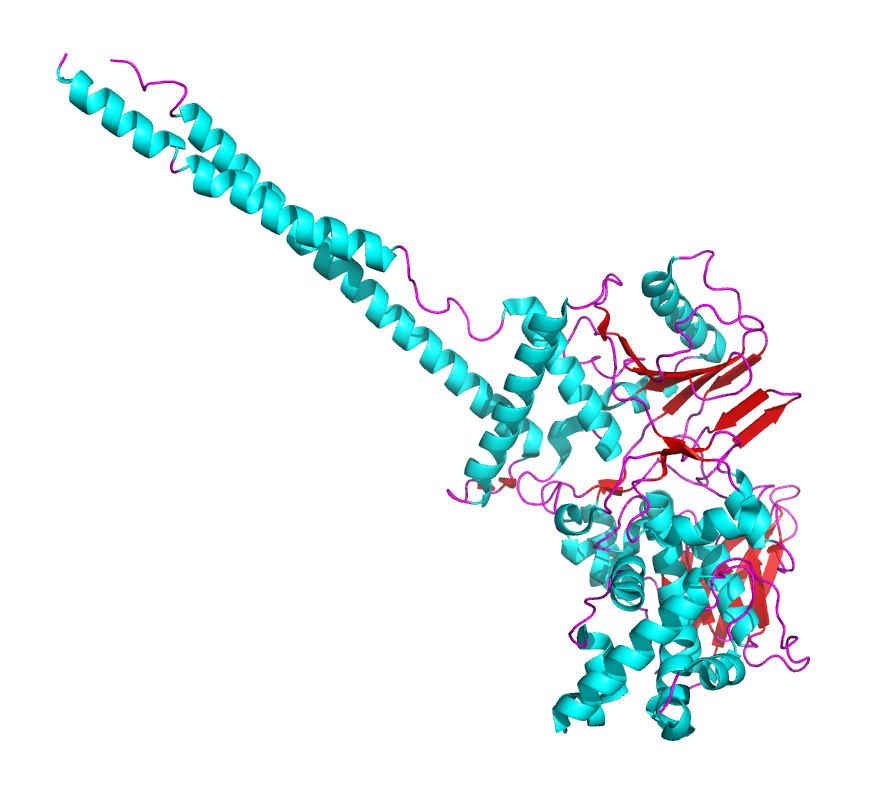
Estrutura de KDM1A (coordenadas do arquivo PDB: 2Z5U)

A metilação de histona [en] era inicialmente considerada um processo praticamente irreversível, pois a meia-vida da metilação de histonas era aproximadamente igual à meia-vida das próprias histonas. A histona lisina desmetilase LSD1 (posteriormente classificada como KDM1A) foi identificada em 2004 como um homólogo da amina oxidase nuclear. Existem duas classes principais de histona lisina desmetilases, definidas por seus mecanismos: amina oxidases [en] dependentes de flavina adenina dinucleotídeo (FAD) e hidroxilases dependentes de α-cetoglutarato [en].
As histona lisina desmetilases possuem diversos domínios responsáveis pelo reconhecimento de histonas, ligação ao DNA, ligação a substratos de aminoácido metilado e atividade catalítica. Esses incluem:

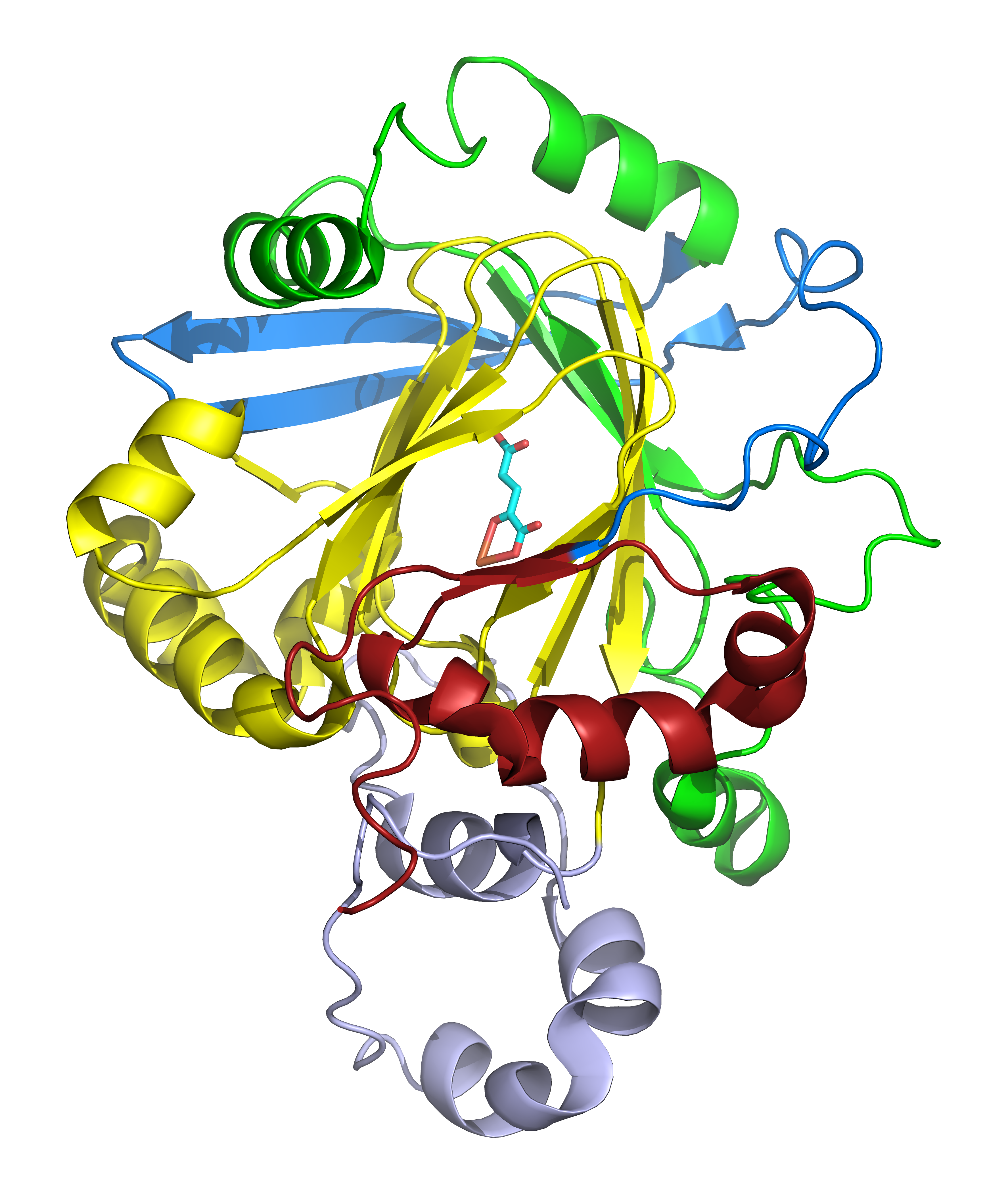
Estrutura de JmJDA (coordenadas do arquivo PDB: 2UXX); alguns domínios mencionados acima estão destacados: JmJ (N-terminal, vermelho; C-terminal, amarelo), domínio de dedo de zinco (roxo claro), grampo beta (azul claro) e linker de domínio misto (verde).

- Domínios de amina oxidase dependentes de FAD, contendo o sítio catalítico ativo de KDM1
- Domínios Jumonji-C, contendo o sítio catalítico ativo de KDM2 a KDM8[3][4]
- Domínios Jumonji-N, responsáveis pela estabilidade conformacional do domínio Jumonji-C
- Domínios SWIRM (SWI3P, RSC8P e Moira), propostos como sítios de ancoragem para substratos de histonas e responsáveis pela estabilidade da cromatina
- Domínios de dedo de zinco PHD, CXXC e C5HC2, responsáveis pelo reconhecimento e ligação a histonas

As histona lisina desmetilases são classificadas de acordo com seus domínios e especificidades de substrato. Os substratos de lisina são identificados por sua posição na sequência de aminoácidos da histona correspondente e pelo estado de metilação (por exemplo, H3K9me3 refere-se à histona 3 lisina 9 trimetilada). 
KDM1Os homólogos KDM1 incluem KDM1A [en] e KDM1B [en]. KDM1A desmetila H3K4me1/2 e H3K9me1/2, enquanto KDM1B desmetila H3K4me1/2. A atividade de KDM1 é crucial para a embriogênese e a diferenciação celular tecido-específica, além do crescimento de oócitos. A deleção do gene para KDM1A afeta o crescimento e a diferenciação de células-tronco embrionárias e é universalmente letal em ratos knockout. A expressão do gene KDM1A é observada como aumentada em alguns cânceres, tornando a inibição de KDM1A uma possível abordagem epigenética para o tratamento do câncer. Por outro lado, KDM1B está mais envolvida no desenvolvimento de oócitos. A deleção desse gene leva à letalidade por efeito materno em camundongos. Ortólogos de KDM1 em Drosophila melanogaster e Caenorhabditis elegans parecem funcionar de maneira semelhante a KDM1B, em vez de KDM1A.
KDM2Os homólogos KDM2 incluem KDM2A [en] e KDM2B [en]. KDM2A e KDM2B desmetilam H3K4me3 e H3K36me2/3. KDM2A pode promover ou inibir funções tumorais, enquanto KDM2B está envolvida na oncogênese. KDM2A e KDM2B possuem domínios de dedo de zinco CXXC, responsáveis pela ligação a ilhas CpG não metiladas, e acredita-se que possam se ligar a muitos elementos regulatórios de genes na ausência de fatores de transcrição específicos. A superexpressão de KDM2B foi observada em linfomas e adenocarcinomas humanos, enquanto a subexpressão de KDM2B foi observada em câncer de próstata e glioblastoma. Além disso, KDM2B demonstrou prevenir senescência em algumas células por meio de expressão ectópica.
KDM3Os homólogos KDM3 incluem KDM3A [en], KDM3B [en] e KDM3C [en]. Eles desmetilam H3K9me1/2. KDM3A está envolvida na espermatogênese e em funções metabólicas, mas as atividades de KDM3B e KDM3C não são especificamente conhecidas. Estudos de knockdown de KDM3A em camundongos resultaram em infertilidade masculina e obesidade de início adulto. Estudos adicionais indicaram que KDM3A pode regular genes dependentes de receptor de androgênio e genes envolvidos na pluripotência, sugerindo um papel potencial na tumorigênese.
KDM4Os homólogos KDM4 incluem KDM4A [en], KDM4B [en], KDM4C [en], KDM4D [en], KDM4E e KDM4F. KDM4A, KDM4B e KDM4C desmetilam H3K9me2/3, H3K9me3 e H3K36me2/3, enquanto KDM4D, KDM4E e KDM4F desmetilam H3K9me2/3. KDM4A, KDM4B, KDM4C e KDM4D estão envolvidos na tumorigênese, mas as atividades de KDM4E e KDM4F não são especificamente conhecidas. A regulação positiva de KDM4B foi observada em meduloblastoma, e a amplificação de KDM4C foi documentada em carcinoma escamoso de esôfago, meduloblastoma e câncer de mama. Outros dados de expressão gênica também sugeriram que KDM4A, KDM4B e KDM4C estão superexpressos em câncer de próstata.
KDM5Os homólogos KDM5 incluem KDM5A [en], KDM5B [en], KDM5C [en] e KDM5D [en]. eles desmetilam H3K4me2/3. A família KDM5 parece regular  funções-chave de desenvolvimento, incluindo diferenciação celular, função mitocondrial e progressão do ciclo celular. KDM5B e KDM5C também interagem com proteínas PcG, envolvidas na repressão transcricional. Mutações de KDM5C no cromossomo X foram observadas em pacientes com deficiência intelectual ligada ao X. A depleção de homólogos de KDM5C em D. rerio resultou em defeitos no padrão cerebral e morte de células neuronais.
KDM6A família KDM6 inclui KDM6A [en], KDM6B [en] e KDM6C [en]. KDM6A e KDM6B desmetilam H3K27me2/3, e KDM6C desmetila H3K27me3. KDM6A e KDM6B possuem características supressoras de tumores. Knockdowns de KDM6A em fibroblastos levam a um aumento imediato na população de fibroblastos. KDM6B expresso em fibroblastos induz oncogenes da via Ras/Raf/MEK/ERK. Mutações pontuais de KDM6A foram identificadas como uma causa da síndrome de Kabuki [en], um distúrbio congênito que resulta em deficiência intelectual. A deleção de KDM6A em D. rerio resulta em expressão reduzida de genes HOX, que regulam o padrão corporal [en] durante o desenvolvimento. Em estudos mamíferos, KDM6A também regula genes HOX. Mutações de KDM5B afetam o desenvolvimento gonadal em C. elegans. Outros estudos mostraram que a expressão de KDM6B é regulada positivamente em macrófagos ativados e expressa dinamicamente durante a diferenciação de células-tronco.

## Desmetilação de ésteres

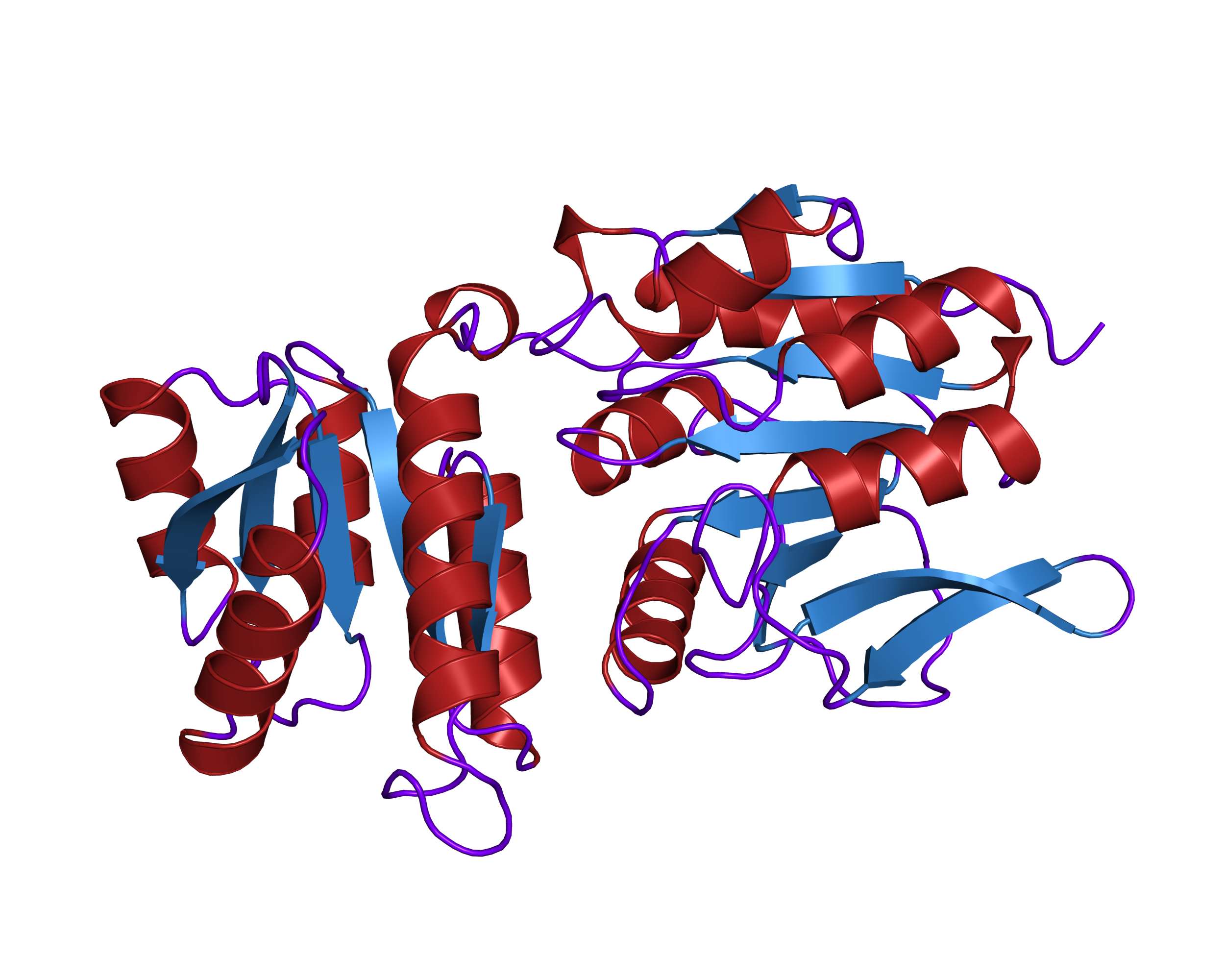
Representação esquemática da estrutura molecular da proteína registrada com o código PDB 1A2O.

Outro exemplo de desmetilase é a proteína-glutamato metilesterase [en], também conhecida como proteína CheB (EC 3.1.1.61), que desmetila MCPs (Metil-aceptores de Quimiotaxia Proteínas) por hidrólise de ligações éster carboxílicas. A associação de um receptor de quimiotaxia com um agonista leva à fosforilação da proteína CheB. A fosforilação de CheB aumenta sua atividade catalítica de desmetilação de MCPs, resultando na adaptação da célula a estímulos ambientais. Os MCPs respondem a atrativos e repelentes extracelulares em bactérias como Escherichia coli na regulação da quimiotaxia. A CheB é mais especificamente chamada de metilesterase, pois remove grupos metil de resíduos de metilglutamato [en] localizados nos MCPs por hidrólise, produzindo glutamato acompanhado da liberação de metanol.
A CheB é de particular interesse para pesquisadores, pois pode ser um alvo terapêutico para mitigar a propagação de infecções bacterianas.

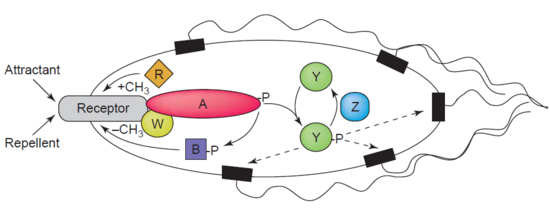
Sinalização de quimiotaxia. Quimioatrativos ou repelentes são detectados por receptores transmembrana. Note o papel da CheB (B) na desmetilação de receptores MCP.